# Thomas Cook Group
Thomas Cook Group plc è stato un operatore turistico britannico fondato il 19 giugno 2007 dalla fusione di Thomas Cook AG e MyTravel Group. Quotato nella Borsa di Londra, il 52% delle azioni erano della società Arcandor (ex proprietari di Thomas Cook AG), mentre il 48% era di proprietà degli azionisti di MyTravel. Il 9 giugno 2009 Arcandor ha dichiarato il fallimento. La fusione, che è stata sostenuta da 99,9% degli azionisti, ha avuto luogo attraverso la formazione di una 'NewCo' che di fatto ha acquistato My Travel e Thomas Cook ed è stata poi quotata nella Borsa di Londra sotto il nome di Thomas Cook Group plc (LSE: TCG). È un costituente dell'indice FTSE SmallCap.
Il 23 settembre 2019 Thomas Cook Group, appesantito da due miliardi di debiti, dichiara fallimento dopo che il Segretario di Stato per i trasporti del governo britannico, Grant Shapps, ha respinto la richiesta dell'azienda di avere 250 milioni di sterline di finanziamento per mantenere operativo il gruppo.

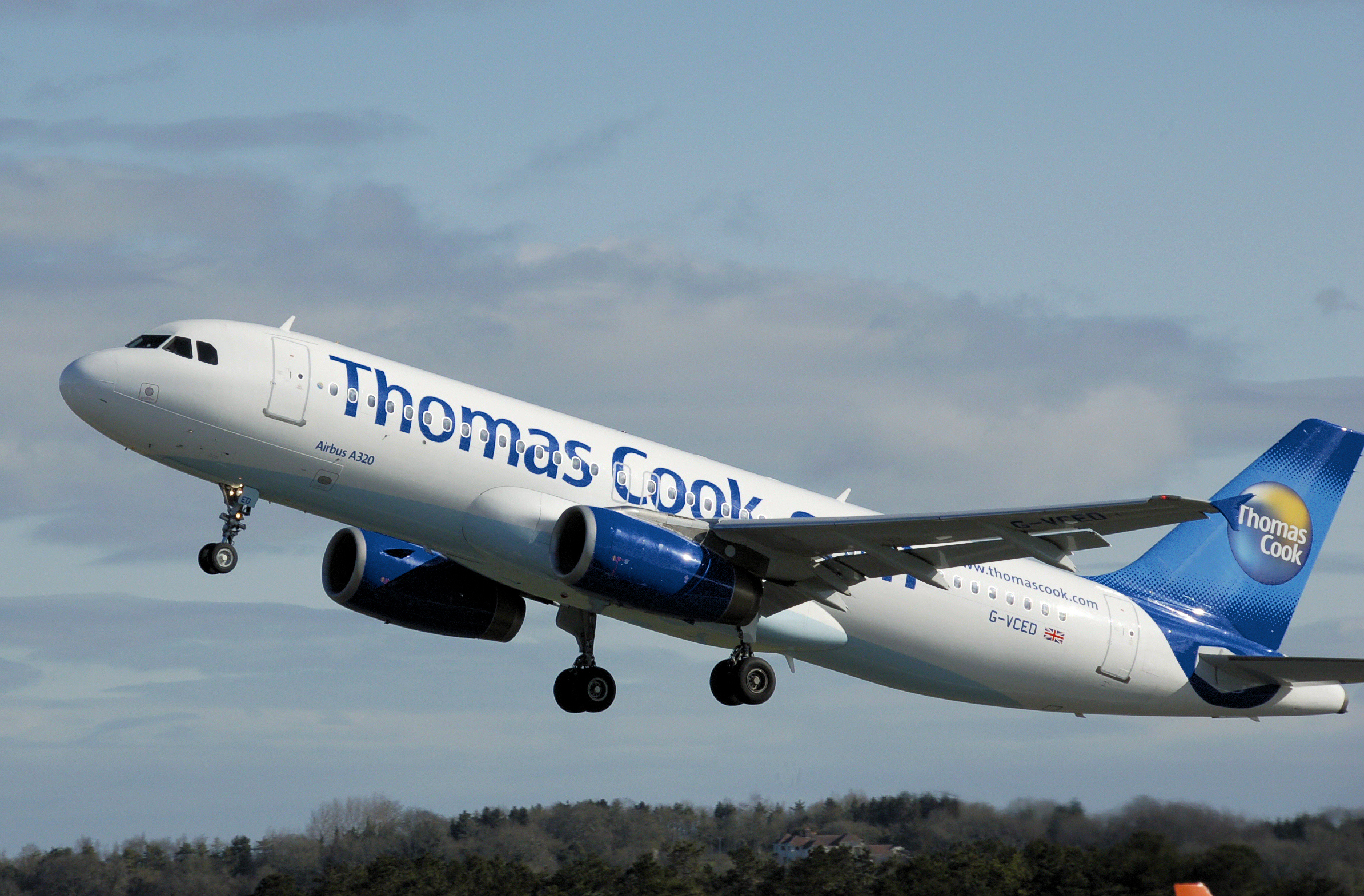
Thomas Cook Airlines Airbus A320-200

## Storia
Thomas Cook AG e MyTravel Group hanno completato la fusione nel giugno 2007. Il 6 marzo 2008, la società ha riacquistato la licenza per operare il marchio Thomas Cook in Medio Oriente e nel resto dell'Asia dal Dubai Investment Group per un importo stimato in circa 249 milioni di euro. Nell'aprile del 2008 Thomas Cook Group ha acquistato la ditta di viaggi di lusso Elegant Resorts da Geoff Moss e Barbara Catchpole.

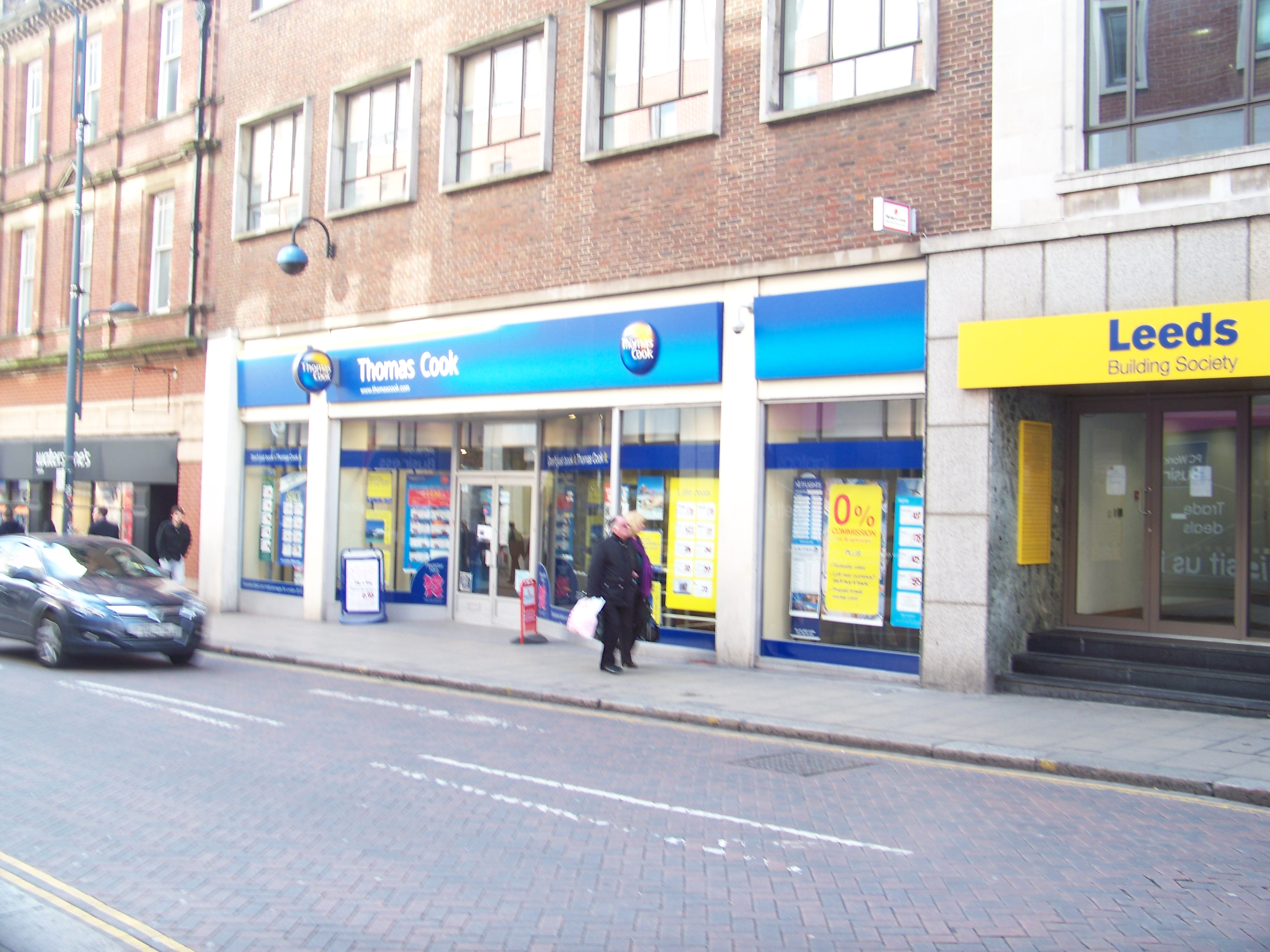
Una moderna agenzia di viaggio Thomas Cook a Leeds.

La società ha acquistato la base di Preston della Gold Medal International, proprietaria di NetFlights, in un accordo del valore di 87 milioni di sterline inglesi a dicembre del 2008. L'8 marzo 2009 Thomas Cook ha firmato un accordo con la Octopus Media Technology per caricare una piattaforma-video on-line per la Thomas Cook TV. Nella primavera del 2009 Thomas Cook UK ha firmato un accordo con l'International Entertainment Supplier The E3 Group, per la fornitura in esclusiva dell'intrattenimento per il gruppo.
È stato annunciato l'8 ottobre 2010 l'intenzione di Thomas Cook Group di fondersi con The Cooperative Travel per creare la maggiore catena di agenzie di viaggio del Regno Unito. Secondo tale accordo la nuova azienda era posseduta per il 70% dal Thomas Cook Group e il 30% dalla The Co-operative Travel. Il 23 settembre 2019 il gruppo, appesantito da due miliardi di debiti, ha dichiarato fallimento a seguito di un mancato accordo con i creditori e dopo il rifiuto da parte del governo britannico alla richiesta dell'azienda di un finanziamento di 250 milioni di sterline per mantenere operativo il gruppo.

## I numeri del gruppo

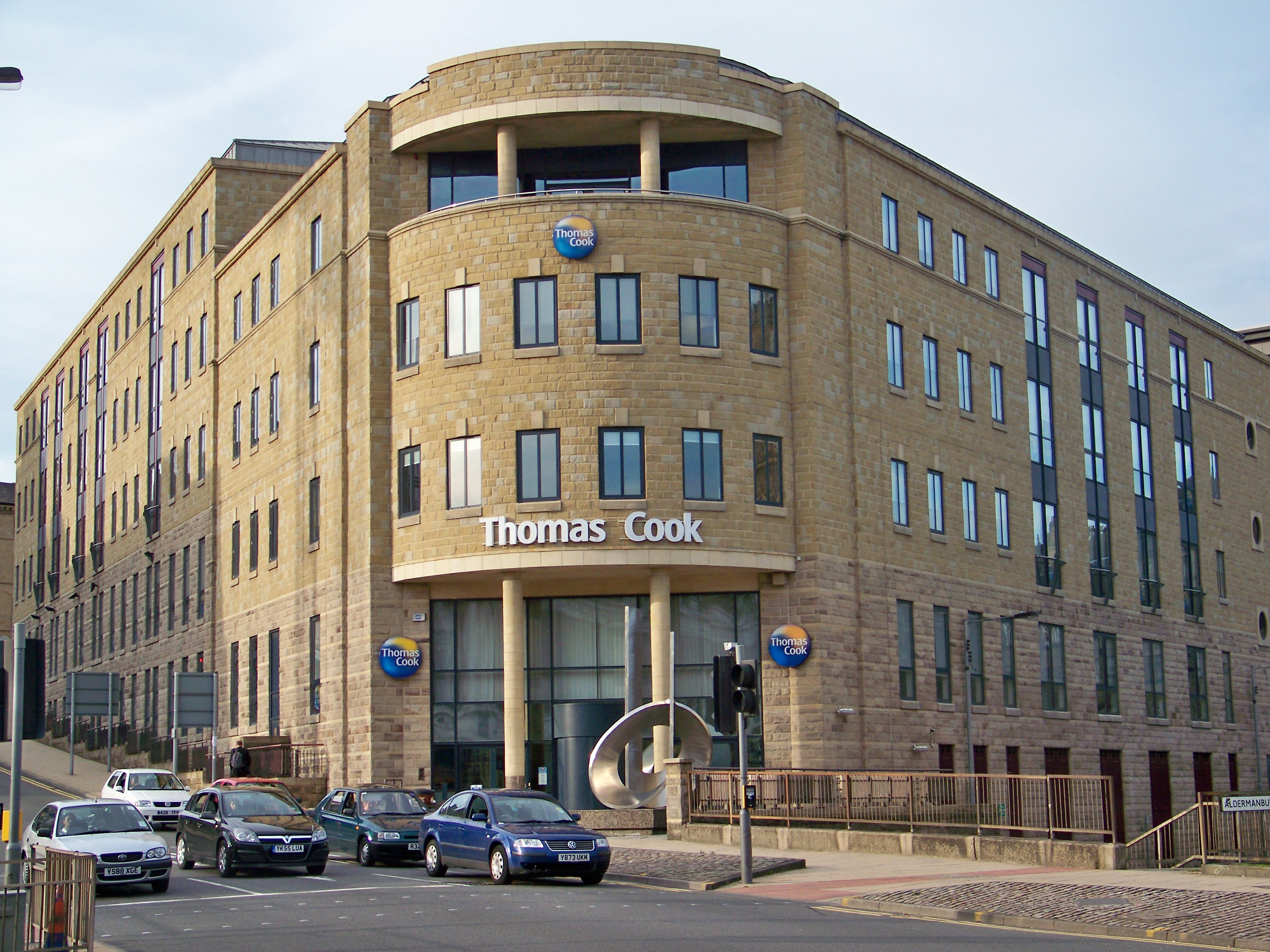
Uffici Thomas Cook a Bradford, nel West Yorkshire.

Il gruppo Thomas Cook Group aveva sette marchi al consumo tra cui Thomas Cook, Thomas Cook Airlines, Condor Flugdienst, Sunset, Neckermann, Ving, Direct Holidays e My Sunquest.
La società operava in cinque divisioni principali: Regno Unito, Scandinavia, Nord America, Europa continentale e, per la Germania, solo nel settore delle compagnie aeree.
Con una flotta di 97 aerei, 2 926 punti vendita, 21 000 dipendenti e oltre 19,1 milioni clienti annuali, il gruppo era la seconda società più grande viaggio in Europa e nel Regno Unito, dietro TUI Travel e il più grande nei paesi scandinavi, in Francia, nei Paesi Bassi, in Germania, negli Stati Uniti e in Canada.

### Compagnie aeree
La Thomas Cook aveva una propria compagnia aerea (la Thomas Cook Airlines) che effettuava voli charter partendo principalmente dal Regno Unito. Una suddivisione della principale è basata in Scandinavia mentre in Germania è basata la Condor Flugdienst che ha rilevato nel 2007.

## Sponsorizzazioni
Thomas Cook è stato sponsor principale del Peterborough United.
Thomas Cook è diventato uno sponsor delle Olimpiadi di Londra 2012. Come una dei più grandi e più popolari tour operator del Regno Unito, Thomas Cook è stato nominato per fornire vacanze e alloggi in tutta la durata dei giochi. L'amministratore delegato di Thomas Cook ha commentato: "Più di un secolo fa Thomas Cook ha accompagnato viaggiatori britannici ai primi giochi olimpici moderni di Atene nel 1896, è un privilegio di avere ancora una volta la possibilità di dare alle famiglie inglesi e gli appassionati di sport la possibilità di sperimentare tale evento raro e speciale nel proprio paese".

## Azionisti
I cinque maggiori azionisti del Thomas Cook Group a partire da agosto 2011 sono stati Lloyds Bank (9%), BlackRock (4,99%), AXA (4,8%), Massachusetts Financial Services Company (4,65%) e Standard Life Investments (4,14%). Il resto dello stock fluttua liberamente. Nel giugno 2016 i tre maggiori azionisti erano Invesco (19%), Standard Life Investments (10%) e il magnate Guo Guangchang (7.03%).